# (2262) Mitidika
(2262) Mitidika (1978 RB) est un astéroïde de la ceinture principale découvert le 10 septembre 1978 par Paul Wild à l'observatoire Zimmerwald.